# Daniel Rossi (bispo)
Daniel Rossi (falecido em 1538) foi um prelado católico romano que serviu como bispo de Caorle de 1513 a 1538.

## Biografia
No dia 9 de Maio de 1513, Daniel Rossi foi nomeado durante o papado de Leão X como Bispo de Caorle, onde serviu até à sua morte em 1538.